# 키아울레쥐땃쥐
키아울레쥐땃쥐(Myosorex kihaulei)는 진무맹장목 땃쥐과에 속하는 포유류의 일종이다. 탄자니아의 토착종이다. 자연 서식지는 아열대 또는 열대 기후 지역의 습윤 산지 숲과 농장 등이다. 서식지 감소로 멸종 위협을 받고 있다.